# Радіогеологія
Радіогеологія (рос. радиогеология, ядерная геология, англ. radiogeology, nuclear geology, нім. Radiogeologie f) — галузь геології, що вивчає закономірності природних ядерних перетворень у речовині Землі та їх проявів у геологічних процесах. Основні розділи радіогеології: власне радіогеологія, абсолютна геохронологія, мас-спектрометрія. Радіогеологія працює над проблемами, які тісно переплітаються з фізикою атомного ядра, геохімією, радіохімією, геофізикою, космохімією, космологією.
Основоположник науки — академік Володимир Вернадський, він же в 1935 році запропонував сам термін:
|  | Зараз можна і потрібно говорити про створення нової науки — радіогеології, науки про радіоактивні властивості нашої планети, про що відбуваються в ній, властивих їй, особливих радіоактивних явищ. |

В Україні дослідження з радіогеології проводять Інститути НАН України: геохімії і фізики мінералів, геологічних наук, геології й геохімії горючих копалин, геофізики.